# Hemilea continua
Hemilea continua är en tvåvingeart som först beskrevs av Ito 1984.  Hemilea continua ingår i släktet Hemilea och familjen borrflugor. Inga underarter finns listade i Catalogue of Life.